# Diz and Getz
Diz and Getz è un album di musica jazz inciso dal trombettista Dizzy Gillespie e dal sassofonista Stan Getz.

## Disco
Il disco vede come co-protagonisti due musicisti all'apice della fama e del successo in quel periodo, che qui proseguono nella proposta del duetto tromba-sassofono avviata alcuni anni prima dallo stesso Gillespie con un altro grande del sax, Charlie Parker.
Gillespie e Getz sono accompagnati, per l'occasione, da un team di assoluto rilievo; in pratica, la formazione originale del trio di Oscar Peterson, con questi al piano, Ray Brown al contrabbasso ed Herb Ellis alla chitarra, il tutto completato dalla batteria di Max Roach.
Uno dei brani vede invece come protagonista il solo trombettista con un diverso set di accompagnamento.
In questo album i due protagonisti, pur essendo esponenti di due diversi stili di jazz, riescono a combinare le rispettive capacità e le invenzioni musicali di ciascuno vengono accolte dall'altro facendo nascere combinazioni altamente godibili e di grande tensione.
Il disco si apre con due brani composti da Duke Ellington, riproposti in chiave molto particolare. Nel primo, il classico It don't mean a thing, dopo le esibizioni solistiche, i due si uniscono in una esecuzione quasi esplosiva. A seguire questa prima parte, attinta dal periodo dello swing, ci sono brani dall'impostazione più sofisticata, quali It's the talk of the town, introdotto da un grande assolo di Gillespie, lo standard di Jimmy McHugh datato 1930 Exactly like you e l'unico brano dell'album firmato da uno dei leader, Impromptu di Dizzy Gillespie. Il disco si chiude con i ritmi afro-cubani, molto amati da Gillespie, di Siboney, brano qui presentato in due parti.

## Tracce
1. It Don't Mean a Thing (If It Ain't Got That Swing – 6:38 (musica: Ellington - Mills))
2. I Let a Song Go Out of my Heart – 6:17 (musica: Ellington – Mills – Nemo Redmond))
3. Exactly like You – 4:58 (musica: McHugh - Fields))
4. It's the Talk of the Town – 6:46 (musica: Livingston – Symes - Neilberg))
5. Impromptu – 7:48 (musica: Gillespie))
6. One Alone – 3:02 (musica: Hammerstein – Harbach - Romberg))
7. Girl of My Dreams – 3:17 (musica: Clapp))
8. Siboney (Part 1) – 4:23 (musica: Lecuona - Morse))
9. Siboney (Part 2) – 4:10 (musica: Lecuona - Morse))

## Formazione
Escluso il brano n. 6
- Dizzie Gillespie – tromba, voce
- Stan Getz – sassofono tenore
- Oscar Peterson – pianoforte
- Ray Brown – contrabbasso
- Herb Ellis – chitarra
- Max Roach – batteria

Brano n. 6
- Dizzie Gillespie – tromba
- Hank Mobley – sassofono tenore
- Wade Legge – pianoforte
- Lou Hackney – contrabbasso
- Charlie Persip – batteria